# Berneg
Berneg war ein italienischer Motorradhersteller mit Sitz in Casalecchio di Reno bei Bologna. Das Unternehmen wurde 1954 von Paride Bernardi und Corrado Negrini gegründet. Der Markenname setzt sich aus den Anfangsbuchstaben ihrer Nachnamen zusammen. Die Produktion wurde 1961 eingestellt.

## Geschichte
Paride Bernardi war für die Fertigung von Fahrgestellen, Kraftstofftanks, Schutzblechen und anderen Karosserieteilen zuständig, während Corrado Negrini die Motoren konstruierte und baute. Der erste Prototyp wurde von Alfonso Drusiani entworfen. Die Motorräder wurden unter dem Namen Berneg Costruzione Meccaniche an der Via Porrettana in Casalecchio di Reno gebaut.
Das erste Modell, die Berneg Iridea, wurde auf der Mailänder Mustermesse 1955 vorgestellt. Es war ein sportliches Motorrad mit einem luftgekühlten, vertikal stehenden Zweizylindermotor mit 158 cm³ Hubraum und einer obenliegenden Nockenwelle mit Kettenantrieb. Die Zylinder bestanden aus Grauguss, die Zylinderköpfe waren aus Leichtmetall gegossen. Das fußgeschaltete Vierganggetriebe war in den Motorblock integriert; der Antrieb erfolgte primär und sekundär über Ketten. Das Fahrwerk bestand aus einem Rohrrahmen, einer Teleskopgabel und einer Hinterradschwinge. Die Höchstgeschwindigkeit lag bei etwa 100 km/h.
1956 wurde die Iridea geringfügig überarbeitet, bevor sie 1957 ein komplett neues Design erhielt. Im selben Jahr erschien das Modell Fario mit 175 cm³ Hubraum, das in zwei Versionen angeboten wurde: als Fario Normale mit einer Höchstgeschwindigkeit von etwa 100 km/h und als Fario Gran Turismo mit bis zu 120 km/h. Der Motor der Fario basierte auf dem der Iridea. 1959 wurde das Modellprogramm um die sportlichere Fario Sport ergänzt.
Ein Motorrad von Berneg erreichte beim Motogiro d’Italia 1957 den 16. Platz in der Klasse bis 175 cm³, gefahren von einem Fahrer namens Rubatto.

## Produktionsende
Infolge der ab Ende der 1950er-Jahre einsetzenden Absatzkrise auf dem italienischen Motorradmarkt – ausgelöst durch das zunehmende Angebot preisgünstiger Kleinwagen – sowie technischer Probleme einiger Berneg-Modelle ging der Verkauf stark zurück. Die Produktion wurde 1961 eingestellt. Insgesamt wurden etwa 300 Exemplare der Iridea und rund 500 Maschinen des Typs Fario gebaut.